# Auchenoglanis occidentalis
Auchenoglanis occidentalis es una especie de pez de la familia Claroteidae en el orden de los Siluriformes.

## Morfología
• Los machos pueden llegar alcanzar los 70 cm de longitud total.

## Reproducción
Es ovíparo.

## Alimentación
Es omnívoro: come plancton, moluscos, semillas y detritus.

## Hábitat
Es un pez de agua dulce y de clima tropical. (21 °C-25 °C).

## Distribución geográfica
Se encuentra en la mayor parte de los ríos del África Occidental